# Kernstok Károly (festő, 1898–1953)
Ifjabb Kernstok Károly (Budapest, 1898. február 11. – Budapest, 1953. január 7.) magyar festő, grafikus és szobrász.

## Pályafutása
Id. Kernstok Károly és Ujváry Ilona fiaként született. Művészeti tanulmányait édesapjánál kezdte. Ezután Münchenben, majd Párizsban tanult, 1926-ban a francia fővárosban, a Galerie Devambez-ben állította ki expresszionista stílusú képeit. 1928-ban a budapesti Ernst Múzeumban volt tárlata. Ezután kivándorolt Amerikába. 1950-ben Nyergesújfalun házasságot kötött Trocsányi Mártával. Halálát agydaganat következtében nyúltvelő-beékelődés, légzésbénulás okozta.